# IC 4545
IC 4545 — галактика типу SBc () у сузір'ї Райський Птах.
Цей об'єкт міститься в оригінальній редакції індексного каталогу.